# كيشيا ثورب
كيشيا ثورب معلمة أمريكية. فازت بجائزة المعلم العالمية في عام 2021 لإعادة تصميم منهج اللغة الإنجليزية للصف الثاني عشر لجعله أكثر ملاءمة للمهاجرين واللاجئين.